# SMS Habsburg
SMS Habsburg (нем. Его Величества Корабль «Габсбург») — австро-венгерский броненосец-додредноут одноимённого типа, построенный в 1899 году, головной корабль данного типа. Участвовал в Первой мировой войне в составе ВМС Австро-Венгрии, сопровождал немецкие корабли «Гёбен» и «Бреслау» во время их прорыва в Средиземноморье. После войны в качестве трофея был передан британцам, а в 1921 году был разобран на металл.

## Конструкция
Корабль был заложен 13 марта 1899 на верфях компании «Стабилименто Технико Триестино» в Триесте. Через полтора года после начала строительства корабль был спущен на воду 9 сентября 1900. После завершения отделочных работ корабль был официально принят в состав ВМС Австро-Венгрии 31 декабря 1902. В размерах «Габсбург» имел следующие показатели: 113,11 м длина по КВЛ и 114,55 м максимальная длина, ширина 19,8 м и осадка 7,5 м; водоизмещение от 8364 т до 8965 т; экипаж в составе 638 человек. Двигателями являлись 4 вертикальных паровых машин, поддерживавшиеся 16 котлами Belleville. Мощность достигала до 15063 л. с. и давала скорость в 19,62 узла.
Корпус корабля изготавливался из продольных и поперечных стальных элементов, поверх которых накладывалась обшивка корпуса. Корпус включал в себя двойное дно, длина которого достигала до 63 % от длины судна. Серия водонепроницаемых переборок также ставилась от киля до орудийной палубы. Всего было 174 водонепроницаемых отсека на корабле. У броненосца была метацентрическая высота, колебавшаяся в размерах от 0,82 м до 1,02 м. Скуловые кили шли по обоим бортам корпуса для уменьшения качки. Верхняя палуба делалась из дерева и покрывалась линолеумом или кортицином.
Основным оружием «Габсбурга» являлись три 240-мм пушки C97 Krupp типа L/40 (две ставились в одну башню, одна ставилась отдельно). Пушки выпускали 2,5 снаряда массой 215 кг за минуту. Вторичным вооружением являлись 150-мм пушки SK L/40, расположенные в казематах и стрелявшие со скоростью 4-5 снарядов в минуту. Сам корабль был сделан из Круповской хромо-никелевой стали и хорошо защищён: максимальная толщина брони доходила до 180—220 мм.

## Служба

### Мирное время
Совместно с другим кораблём данного типа, «Арпадом», «Габсбург» впервые участвовал в учениях в середине 1903 года. Летом 1904 года к ним присоединился и «Бабенберг», третий броненосец данного типа. В ходе  учений в 1904 году в ходе военной игры броненосцы в составе 1-й дивизии участвовали в бою с броненосцами типа «Монарх». В манёврах также участвовали две эскадры новых кораблей ВМС Австро-Венгрии. «Габсбург», «Арпад» и «Бабенберг» участвовали также в 1903-1904 годах в учебном плавании. После вступления в состав флота броненосцев типа «Эрцгерцог Карл» корабли были переведены в состав 2-й дивизии.
Сам «Габсбург» в 1910 году был улучшен и облегчён: одна из верхних палуб была убрана для снижения массы и веса, а через год подобные улучшения состоялись и на «Арпаде». Таким образом, «Габсбург», «Арпад» и «Бабенберг» переквалифицировались в броненосцы береговой обороны.

### В войне
В конце июля — начале августа 1914 года «Габсбург» являлся лидером 3-й дивизии боевых кораблей ВМС Австро-Венгрии, командовал кораблём капитан Миклош Хорти. С 28 июля по 10 августа 1914 «Габсбург» был задействован в прикрытии немецких кораблей «Гёбен» и «Бреслау», которые прорывались через Мессинский залив и отбивались от нападений англичан. После удачного прорыва в Турцию австрийские суда вернулись на базы (флот продвинулся до Бриндизи).
«Габсбург» позднее был переведён в 4-ю дивизию с другими двумя кораблями к тому моменту. После вступления Италии в войну на стороне Антанты флот Австро-Венгрии начал обстреливать порты Италии. В мае 1915 года «Габсбург» начал обстрел Анконы, разрушив железнодорожную станцию, лагерь имени святого Стефана и береговые батареи. Эта операция стала единственной для корабля. После бомбардировки «Габсбург» вернулся в Пулу, где из-за недостатка топлива вынужден был остаться. К концу войны его экипаж перевели на подлодки и авиацию, а корабль и вовсе превратили сначала в плавучую боевую платформу для обороны гавани, а затем и в учебное судно для Австрийской морской академии. После завершения войны в качестве трофея корабль был передан британцам, которые продали его Италии. В 1921 году корабль был разобран на металл.